# 샤오뤄텅
샤오뤄텅(중국어 간체자: 肖若腾, 정체자: 蕭若騰, 병음: Xiào Ruòténg, 한자음: 소약등, 1996년 1월 30일~)은 중화인민공화국의 체조 선수이다. 2020년과 2024년 하계 올림픽 남자 평행봉 부문에서 금메달을 획득했다.